# آوآ
آوآ (به انگلیسی: 'Aoa) یک منطقهٔ مسکونی در ایالات متحده آمریکا است که در ساموآی آمریکا واقع شده‌است. آوآ ۱٫۷۲ کیلومتر مربع مساحت و ۴۷۴ نفر جمعیت دارد.